# Sam Kai Vui Kun
Il Sam Kai Vui Kun, anche noto come Tempio di Kuan Tai (in cinese: 三街會館) si trova a Sé, vicino alla vecchia area del mercato cinese, a Macao. A partire dal 2005 l'edificio fa parte del centro storico di Macao, inserito nella lista dei patrimoni dell'umanità dell'UNESCO.
La data di costruzione del tempio ci è ignota, ma grazie ad una placca commemorativa si sa che nel 1792 venne ristrutturato. L'edificio è dedicato a Guan Yu, importante generale del periodo dei Tre Regni in Cina, ora venerato sia dai fedeli taoisti che da quelli buddhisti.
La funzione del tempio non è stata solo quella di edificio religioso, ma anche da punto di incontro per la comunità cinese di Macao. Infatti l'edificio era associato a quella che poi si sarebbe trasformata nella camera di commercio cinese e inoltre di fronte a questo tempio le autorità cinesi del continente annunciavano gli editti emanati dal loro imperatore. Fu solo nel XX secolo che il tempio tornò a ricoprire solo il suo ruolo originario.